# Basilica di Sant'Egidio
La basilica di Sant'Egidio (in slovacco Bazilika svätého Egídia) è la principale chiesa cattolica situata di Bardejov, in Slovacchia.

## Storia
La basilica di Sant'Egidio è un edificio gotico, che si trova nella parte settentrionale della piazza del municipio (Radničné námestie).

### Il Medioevo
Intorno al 1206, i monaci cistercensi di Koprzywnica fondarono un monastero dedicato a Sant'Egidio. In seguito all'arrivo dei coloni tedeschi, nel XIV secolo, vi fu una manutenzione della chiesa, che portò alla realizzazione di un ampliamento gotico.

### Il Quattrocento
Nel 1427, la chiesa è documentata come una basilica a tre navate con semplici arcate. Sculture sull'altare di sant'Anna risalenti al 1390-1400 possono servire come prova che, nel luogo dove oggi sorge Světé Žzjd, ci fosse un'antica basilica paleocristiana. Il costruttore reale, Štefán di Košice, costruì la base del santuario, il coro, la sacrestia e la tribuna, che è anche conosciuta come la cappella di Santa Caterina. La costruzione del santuario terminò con una nuova volta, nel 1464, e un nuovo presbiterio, nel 1467. Nel 1466, il Maestro Jakub di Sącz fece erigere un altare maggiore gotico. L'unica scultura di Sant'Egidio rimasta della chiesa originale si trova nella cappella della Vergine Maria. In questo periodo fu anche costruito un battistero in bronzo. Durante il 1482, tre cappelle furono costruite nella parte meridionale: la cappella di Santa Elisabetta quella, di Sant'Andrea e quella di Santa Rosa. 
Nel 1486 fu realizzata la prima campana.

### Il Cinquecento
Nel 1544, il costruttore di campane Jan Tarnowski, nella città polacca di Tarnów, realizzò per la chiesa di Sant'Egidio una delle campane più grandi della Slovacchia.
Nel 1521, i maestri Ján Kraus e Ján Emerici decorarono il primo piano dell'esterno della torre, in particolare il suo lato sud, con un affresco di Santo Stefano, il primo re ungherese. A metà del secolo, i maestri italiani, Luigi Pel e Bernardo Pel, originari di Lugano, rimodellarono la facciata sud in stile rinascimentale. Nel 1564, ricostruirono le tre cappelle e realizzarono un portale per creare un complesso architettonico unificato.

### L'Ottocento
Nel 1878, l'intera città fu quasi quasi interamente distrutta da un violento incendio. 
Il lunedì di Pasqua dello stesso anno, iniziò la ricostruzione, guidata dagli architetti Imre Steindl e Frederick Schmülek.

### Fra il XX e XXI secolo
Altri miglioramenti architettonici sono stati fatti nel XX secolo. Nel 1990, le due campane della chiesa, "Urban" e "Jánič" scoppiarono. Allo stesso tempo, la chiesa fu ribattezzata "basilica". Nel 2004, la campana Jánič fu sostituita da una nuova campana, detta "Jossif", del peso di 700 kg.

## Architettura

### Interno
La navata centrale è illuminata da finestre gotiche sul lato sud. Il presbiterio ha la stessa altezza della navata ed è separato da quest'ultima dal suo arco trionfale in pietra profilata. L'intero spazio centrale è costituito da una serie di Volte a botte, disposte su castoni pentagonali decorati con ornamenti floreali con lo stemma al centro della coroncina.

#### La sagrestia
La sagrestia e il coro settentrionale sopra la navata principale sono accessibili da due portali gotici separati. La sagrestia ha una volta a vela nervata. La volta del coro contiene delle costole, che sono collocate direttamente nel muro su console raffiguranti San Giorgio durante la battaglia con il drago.

#### Le cappelle
La cappella orientale è di forma quadrata e termina con una "coda di rondine" poligonale irregolare e una volta reticolata con costole. L'oratorio meridionale ha anch'esso una volta con una semplice cònsole conica
La Cappella Occidentale ha una pianta rettangolare. Il soffitto è caratterizzato dalle volte a botte alternate a quelle nervate.

#### Il campanile
La torre campanaria della basilica di Sant'Egidio' è l'edificio più alto del centro storico di Bardejov. È stata realizzata nel Trecento in stile romanico, ma ampliata nel secolo successivo con la cupola gotica.